# Jetrnik
Jetrnik (znanstveno ime Hepatica) je rod rastlin iz družine zlatičevk. Svoje ime je rod dobil zaradi oblike listne ploskve, ki spominja na obliko človeških jeter (grško hepar)
To so zelnate trajnice, ki uspevajo v Evropi in zmernih predelih Azije. Jeternik zraste od 8-15 cm. Pritlični listi so pecljati, zgoraj zeleni, včasih s temnejšimi pegami. Spodaj so škrlatnorjave do vijoličaste brave. Listi so zimzeleni. Cvetovi imajo premer 2-3 cm in so lahko bele, modrikasto škrlatno ali rožnate barve. Podpira jih dlakavo steblo, večinoma brez listov. Cvetnih listov je od 5-11.
Znani opraševalci jetrnika so metulji, čebele, nočni metulji in hrošči.